# Choristostigma elegantalis
Choristostigma elegantalis là một loài bướm đêm trong họ Crambidae.